# Sōtatsu (cràter)
Sōtatsu és un cràter d'impacte en el planeta Mercuri de 157 km de diàmetre. Porta el nom de l'artista japonès Tawaraya Sōtatsu (1600-1643), i el seu nom va ser aprovat per la Unió Astronòmica Internacional el 1976.